# 第11太陽周期

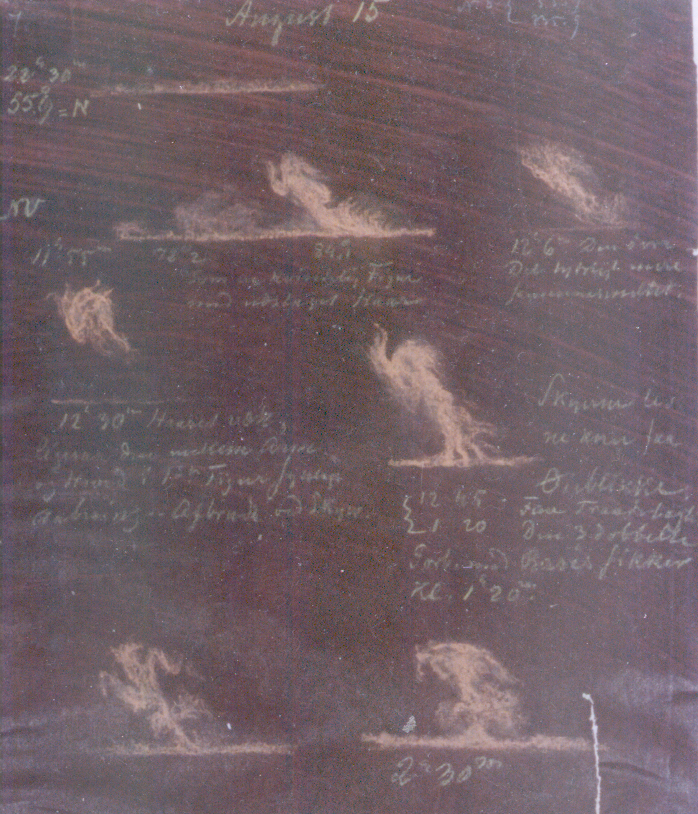
カール・フレデリック・ファーンリーが1872年-1873年に観測した紅炎

第11太陽周期(Solar cycle 11)は、1755年に太陽黒点の活動が記録され始めてから11番目の太陽活動周期である。1867年3月から1878年12月まで11.8年続いた。太陽黒点の最大数は140.3個で、最小数は2.2個だった。合計約1028日間にわたり黒点が現れなかった。
1870年10月、1872年2月、1872年8月には強いオーロラが見られた。